# ويليام سترونج
ويليام سترونج (بالإنجليزية: William Strong)‏ هو محامي وقاضي وسياسي أمريكي، ولد في 1763 في الولايات المتحدة، وتوفي في 28 يناير 1840 في نفس البلد. حزبياً، نشط في الحزب الجمهوري الديمقراطي. وقد انتخب عضو مجلس نواب فيرمونت وانتخب عضو مجلس النواب الأمريكي.